# ممثلية الأرجنتين لدى دولة فلسطين
ممثلية الأرجنتين لدى دولة فلسطين هي الممثلية الدبلوماسية العُليا الأرجنتينية لدى دولة فلسطين. يقع مقرها في مدينة البيرة.

## الممثلون
| الترتيب | رئيس البعثة الدبلوماسية | تاريخ الاعتماد الدبلوماسي | تاريخ الانتهاء | رئيس الأرجنتين                                                  | رئيس دولة فلسطين | ملاحظات                                                                                           |
| ------- | ----------------------- | ------------------------- | -------------- | --------------------------------------------------------------- | ---------------- | ------------------------------------------------------------------------------------------------- |
| 1       | أوراسيو وامبا           | 5 أكتوبر 2008             | 2012           |                                                                 | محمود عباس       | أول ممثل لدى السلطة الفلسطينية. في 23 أكتوبر 2008، أعاد تسليم أوراق اعتماده إلى الرئيس الفلسطيني. |
| 2       | إدواردو ليونيل ديمايو   | 25 فبراير 2013            | 3 نوفمبر 2020  |                                                                 | محمود عباس       |                                                                                                   |
| 3       | مارتين ارنيستو لافورجيه | 12 يناير 2021             | لا يزال        | في 10 مارس 2021 أعاد تسليم أوراق اعتماده إلى الرئيس محمود عباس. | محمود عباس       |                                                                                                   |